# Evelin Kaufer
Evelin Kaufer, verheiratete Schmuck (* 22. Februar 1953 in Sohland an der Spree), ist eine deutsche Leichtathletin, die – für die DDR startend – bei den Olympischen Spielen 1972 in München die Silbermedaille in der 4-mal-100-Meter-Staffel gewann (42,95 s, zusammen mit Bärbel Struppert, Christina Heinich und Renate Stecher). 
Bei den gleichen Olympischen Spielen startete sie auch im 100-Meter-Einzelrennen, schied aber im Zwischenlauf aus. Im Olympiajahr gewann sie auch bei den DDR-Meisterschaften im 100-Meter-Lauf (11,2 s), allerdings in Abwesenheit von Renate Stecher, der damals weltbesten Sprinterin.
Evelin Kaufer startete für den SC Einheit Dresden und trainierte bei Werner Mielich. In ihrer aktiven Zeit war sie 1,60 m groß und wog 53 kg. Nach ihrer Sportlerkarriere wurde sie Diplom-Sportlehrerin und arbeitete an einer Dresdner Schule. Sie heiratete den DDR-Oberliga-Fußballer Udo Schmuck.